# Hauptstrasse 463
Die Hauptstrasse 463 ist eine Schweizer Hauptstrasse in den Kantonen Appenzell Ausserrhoden und St. Gallen. Die Hauptachse im Kanton Appenzell Ausserrhoden wird auch Mittellandstrasse und der Abschnitt im Kanton St. Gallen Appenzellerstrasse genannt. Im Strassennetz des Kantons Appenzell Ausserrhoden gehört sie mit ihren Teilabschnitten zu den Hauptverkehrsstrassen. Sie verbindet die Appenzeller Bezirke Hinterland, Mittelland und Vorderland und führt bis in die Stadt Rheineck im St. Galler Rheintal. Tiefe Flusstäler überquert sie mit grossen, technikgeschichtlich bedeutenden Kunstbauten. Mehrere Buslinien des öffentlichen Verkehrs und Velorouten benützen die Strasse.
Eine Teilstrecke im westlichen Abschnitt der Hauptstrasse wird nach einem neuen Netzbeschluss zur Erweiterung des Strassennetzes als Teil des Agglomerationsprogramms zur Nationalstrasse aufgewertet.

## Geographie

### Lage
Die 37 Kilometer lange Hauptstrasse 463 ist eine überregionale Verbindungsstrasse im nordöstlichen Bereich der Appenzeller Alpen. Die im 19. Jahrhundert angelegte und seither weiter ausgebaute Fahrstrasse führt von der Appenzeller Region Hinterland im Westen durch das schmale Gebiet des Bezirks Mittelland, zwischen den Nachbarkantonen Appenzell Innerrhoden und St. Gallen, zur Region Vorderland und weiter nach Rheineck im St. Galler Wahlkreis Rheintal im Nordosten, wo sie 2,5 Kilometer südlich des Bodensees und nahe an der Landesgrenze zu Österreich endet.

### Streckenprofil
Die Hauptstrasse liegt im westlichen Abschnitt  auf der Höhe zwischen 689 m ü. M. am Gmündertobel und 925 m ü. M. bei Speicher, überquert auf dem Passübergang Kaien mit 966 m ü. M. die höchste Stelle im Wegverlauf und sinkt von dort auf einer verhältnismässig kurzen Distanz mit abschnittsweise starkem Gefälle nach Rheineck in der Ebene am Bodensee auf 400 m ü. M. hinunter.

### Verlauf
Die Strasse beginnt in Waldstatt im Bezirk Hinterland an einem Kreisel als Abzweigung von der Hauptstrasse 8, die von St. Gallen bis in die Innerschweiz verläuft. An der gleichen Stelle beginnt auch die Urnäscherstrasse (Hauptstrasse 462). Der Strassenanfang liegt nahe beim Bahnhof Waldstatt der Appenzeller Bahnen. Die Strasse verläuft als Kantonsstrasse Nr. 9 (K 9) zuerst in nordöstlicher Richtung, unterquert beim Ortsausgang die Bahnstrecke Waldstatt-Herisau, trifft dann auf die Mooshaldenstrasse, die eine Abkürzung nach Herisau ist, und überquert danach auf der 1992 eröffneten Hundwilertobelbrücke in 77 Metern Höhe die Urnäsch. Im Dorf Hundwil führt sie am Platz bei der Kirche vorbei, auf dem über Jahrhunderte und bis 1997 die traditionelle Landsgemeinde des Kantons Appenzell Ausserrhoden (abwechselnd mit den Versammlungen in Trogen) stattfand.
Die Strecke Waldstatt/Scheidweg–Hundwil–Sonderau wird voraussichtlich im Rahmen des Agglomerationsprogramms St. Gallen-Bodensee künftig als Nationalstrasse (Autobahn A25 Winkeln–Herisau–Appenzell) und nicht mehr als Kantonsstrasse geführt. Damit verbunden ist der Ausbau der Strasse von der Hundwilertobelbrücke bis nach Hundwil durch das Bundesamt für Strassen (ASTRA).
Die Strasse trennt sich (nun als K 10) östlich von Hundwil bei Sonderau von der Hauptstrasse 459, die gegen Südosten nach Appenzell verläuft. Über Stein und dann (weiter als K 11) zwei Kilometer in nördlicher Richtung erreicht sie die linke Seite des tief in das Berggebiet eingeschnittenen Gmündertobels, durch das die Sitter fliesst. Bei Rämsen zweigt gegen Norden die einen Kilometer lange Lokalverkehrstrasse zur Haggenbrücke nach St. Gallen-Bruggen ab. Die Hauptstrasse steigt in einer Kurve zum Rand der Schlucht hinab und überquert diese auf der hohen, im frühen 20. Jahrhundert aus Eisenbeton gebauten Gmündertobelbrücke, die ein wertvolles technikgeschichtliches Denkmal ist.

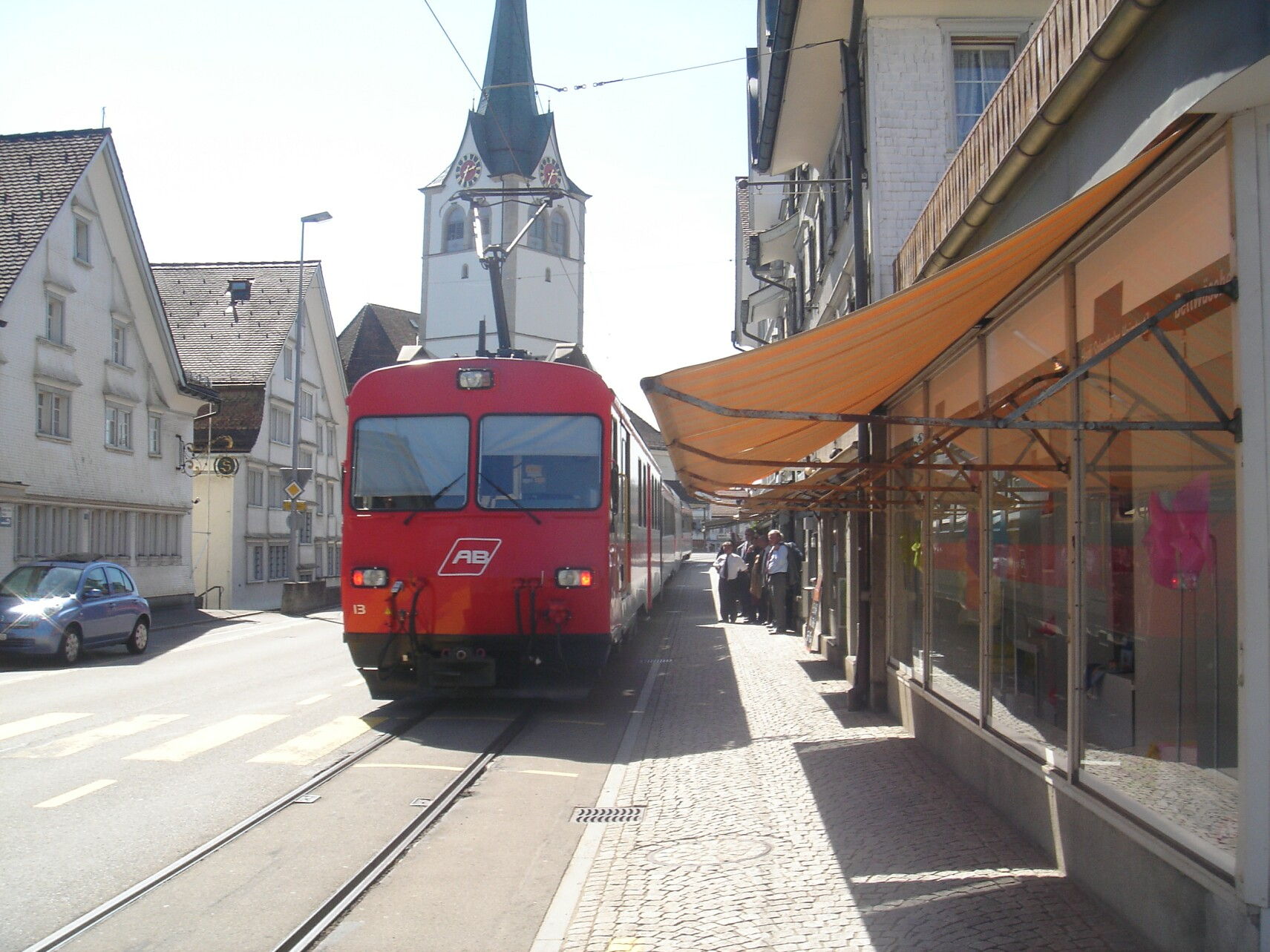
Gaiserbahn in Teufen

Auf der eleganten Betonbogenbrücke erreicht die Hauptstrasse 463 den Ausserrhoder Bezirk Mittelland. Von Gmünden aus steigt sie nach Teufen hinauf, wo sie die Umfahrungsstrasse, die Hauptstrasse 447 und die Strecke der Gaiserbahn kreuzt, deren Gleise in der schmalen Ortsdurchfahrt noch heute stellenweise in der Strassenfahrbahn liegen. Nachdem das Bauprojekt eines Bahntunnels in einer Volksabstimmung verworfen wurde, planen Kanton, Gemeinde und Bahngesellschaft den Ausbau der Innerorts-Bahnstrecke in Teufen zur Doppelspurstrecke. Von Teufen aus steigt die Strasse (als K 14) im Tal des Goldibachs hinauf zur Passhöhe Steinegg (925 m ü. M.) bei Speicher. In dieser Ortschaft überquert sie die Gleise der Trogenerbahn, die 1903 ebenfalls als schmalspurige Strassenbahn errichtet wurde, und verläuft dann neben dem Bahntrassee und gemeinsam mit der Hauptstrasse 446 (K 15) nach Trogen. In diesem Dorf passiert die Strasse den zweiten traditionsreichen Ausserrhoder Landsgemeindeplatz.
Östlich von Trogen sinkt die Hauptstrasse mit dem Namen Wäldlerstrasse (K 16) kurvenreich an der Flanke des Bleichitobels zur Brücke über den Bruederbach hinunter und passiert beim Weiler Bleichi die Standorte der Bleichimühle und der Brüggmühle an der Goldach. Den Fluss überquert sie auf einer Bogenbrücke von 1860 und steigt dann auf der rechten Talseite nach Wald hinauf. In der Nähe von Gruenholz erreicht sie das Gebiet des Bezirks Vorderland. Nach dem Passübergang des Kaien liegt die Strasse in der Gemeinde Grub. Sie passiert im Gstaldenbachtal in Unterrechstein die Siedlung des Appenzeller Heilbads und führt dann durch Heiden, wo sie die Hauptstrasse 445 kreuzt, die von St. Gallen nach Diepoldsau im Rheintal führt.
Ab Heiden entspricht das restliche Teilstück der Hauptstrasse 463 der Appenzeller Kantonsstrasse Nr. 18. In Wolfhalden beginnt die steile Strecke am Nordabhang der Appenzeller Alpen zum Bodensee hinunter. Die Strasse ist in den steilen Rampen bei Luchten und Unterlindenberg dreispurig ausgebaut, so dass eine Kriechspur bergwärts das Überholen langsamer Fahrzeuge ermöglicht. Unterhalb von Lutzenberg, der nördlichsten Gemeinde des Kantons Appenzell Ausserrhoden, sicherte die Schweizer Armee den Verkehrsweg im Zweiten Weltkrieg mit der «Sperrstelle Steinig Tisch».
Die Strasse überquert nach der Groppenbachbrücke die Grenze zum Kanton St. Gallen, wo sie den Namen Appenzellerstrasse trägt. Diese Strecke ist als St. Galler Kantonsstrasse Nr. 29 registriert. Am Ortseingang von Rheineck liess das kantonale Tiefbauamt im Herbst 2024 eine Pförtneranlage einbauen, um die Geschwindigkeit der Fahrzeuge auf der steilen Strasse, auf der sich viele Verkehrsunfälle ereigneten, zu reduzieren. Südöstlich des Ortszentrums von Rheineck mündet die Hauptstrasse 463 in die Bahnhofstrasse, die in den 1990er Jahren zur Entlastung der schmalen Passage im historischen Ortszentrum zur Durchfahrtsstrasse ausgebaut wurde. Als Verbindungsstrasse von St. Gallen nach St. Margrethen und wichtige interkantonale Route gehört die Bahnhofstrasse sowohl zur Hauptstrasse 7 als auch zur Hauptstrasse 13. In der Nähe der Kreuzung befindet sich die Rheinbrücke nach Österreich, die bei Rheineck die Bahnstrecke Chur–Rorschach, die Autobahn A1, den Alten Rhein und die Landesgrenze überquert.

## Kunstbauten
Die im 19. Jahrhundert gebaute Fahrstrasse hat ein Trassee mit mässigen Steigungen und ersetzte ältere, oft steile Fusswege und Saumpfade. Sie überquert an der Nordabdachung der Appenzeller Alpen mehrere tiefe Flusstäler auf grossen und technikgeschichtlich bedeutenden Brücken.

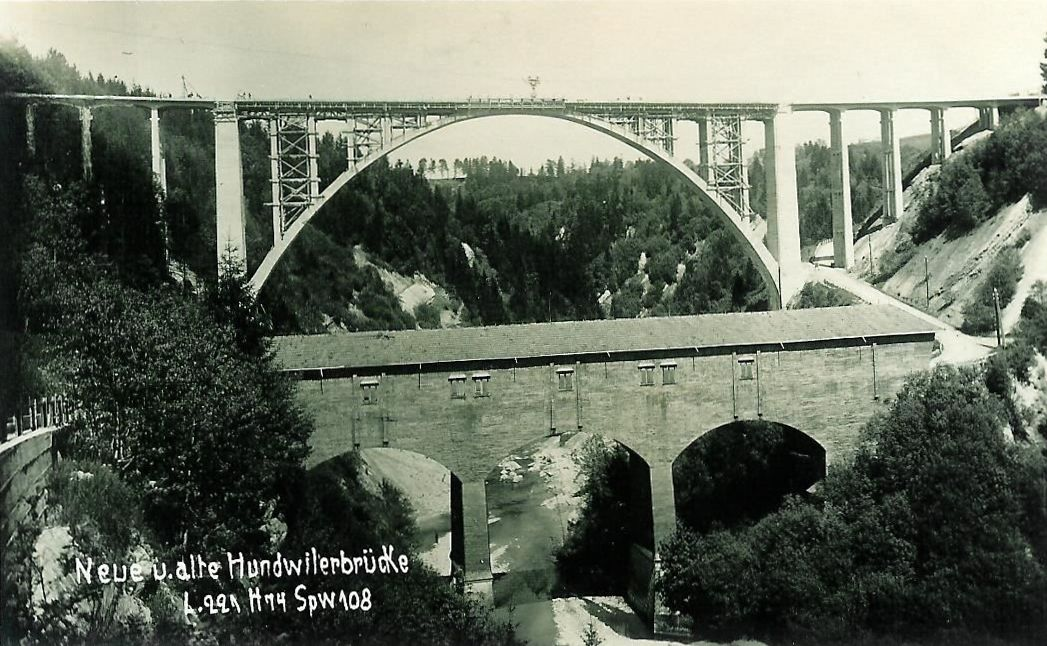
Alte und neue Hundwilerbrücke
Lehrgerüst der neuen Hundwilertobelbrücke
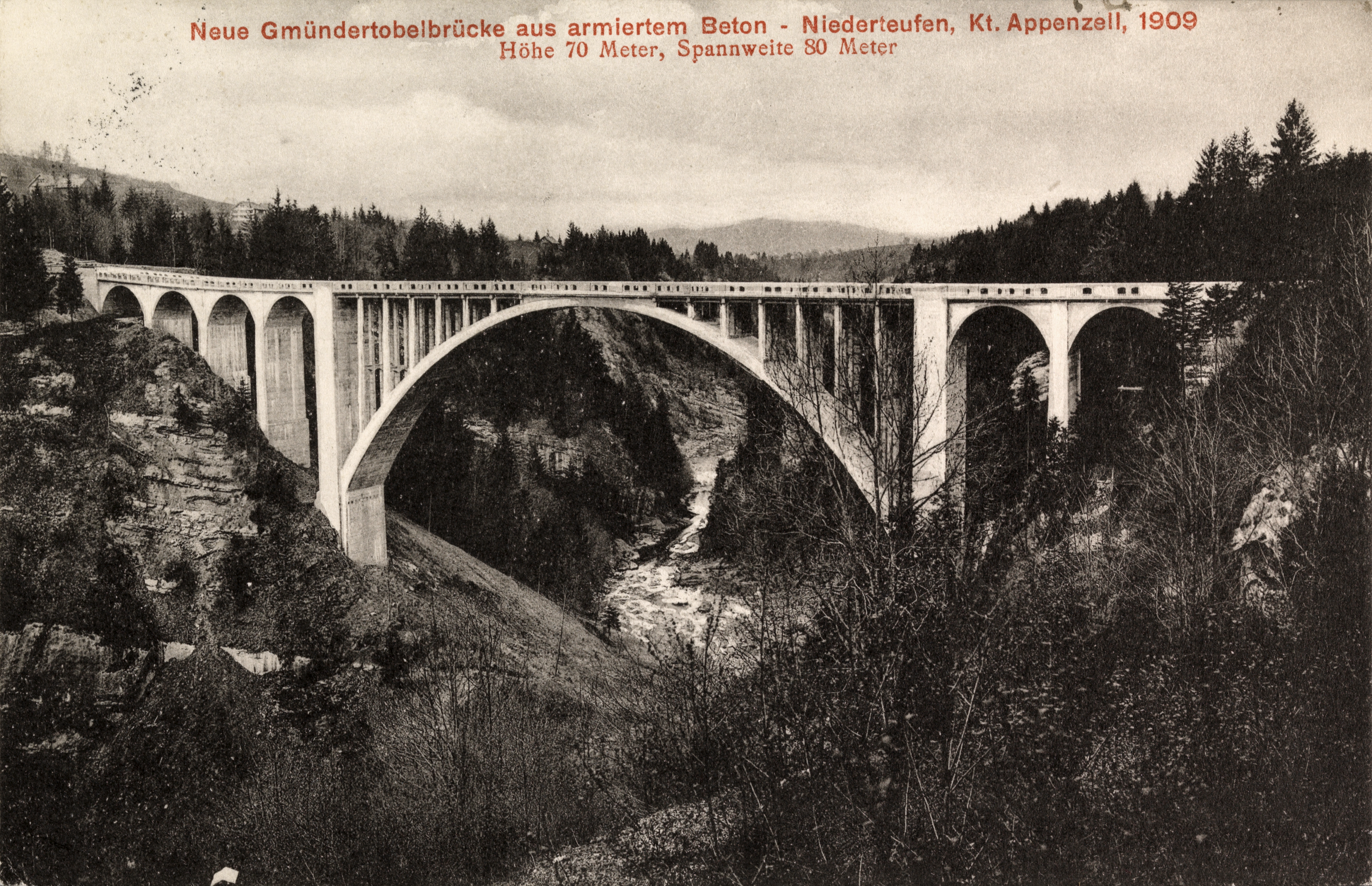
Gmündertobelbrücke
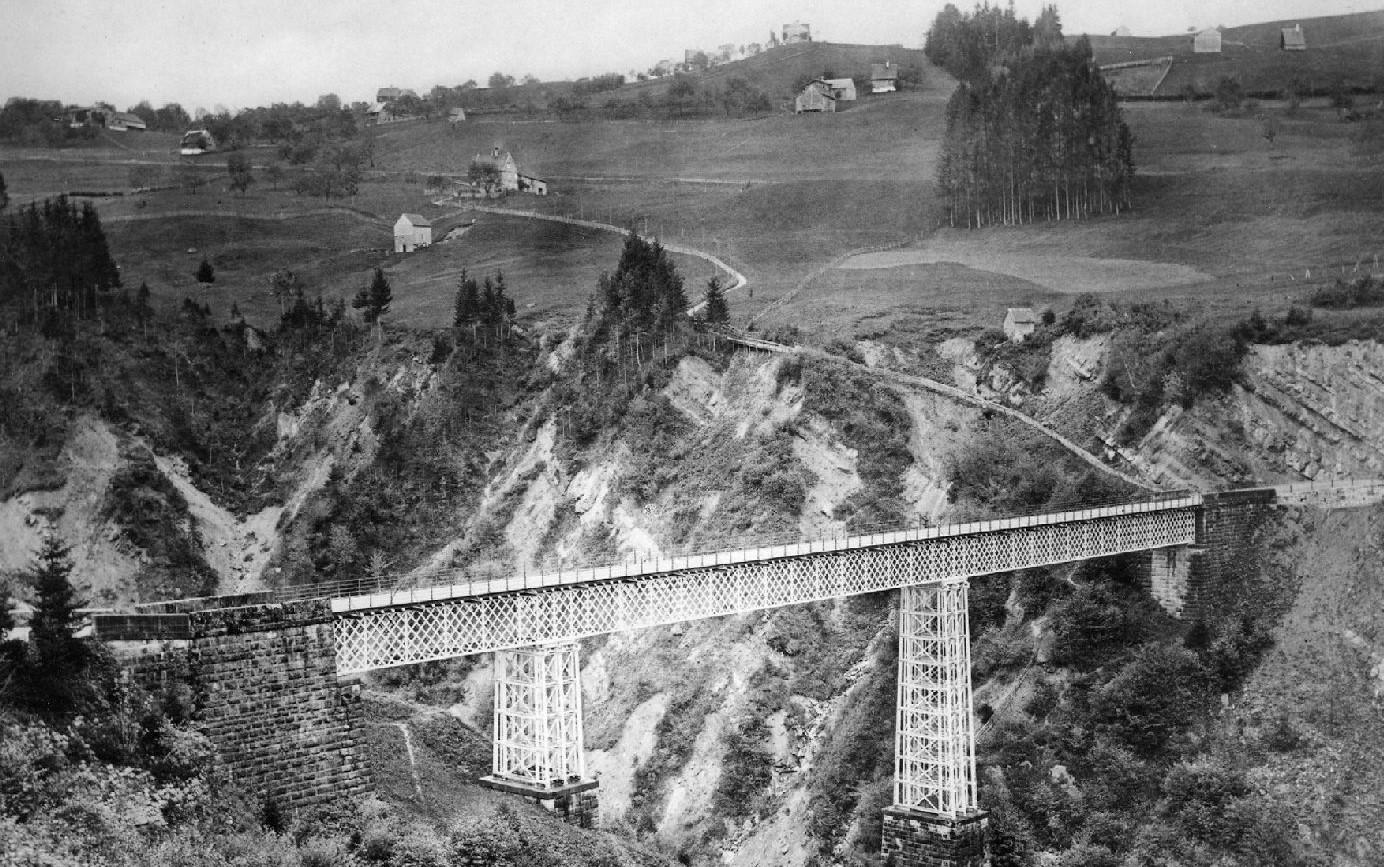
Alte Gmündertobelbrücke
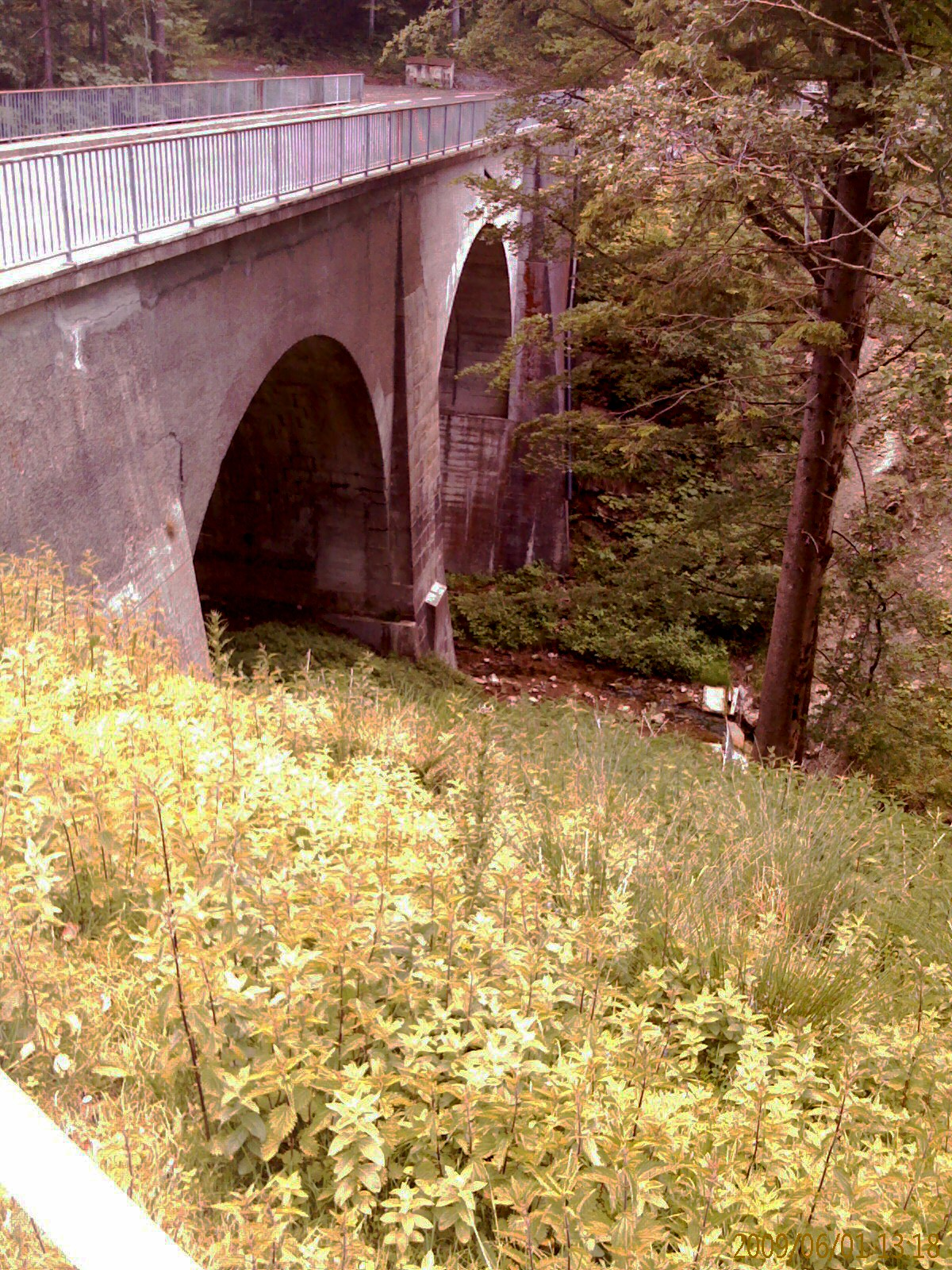
Goldachbrücke

## Öffentlicher Verkehr
Auf kurzen Abschnitten wird die Hauptstrasse von Schmalspurbahnen (und ursprünglichen Strassenbahnen) begleitet, und sie dient auch mehreren Buslinien im Verkehrsnetz von Postauto Schweiz.
- Linie 182 Herisau–St. Peterzell
- Linie 180/181 Waldstatt–Herisau / Herisau–Hundwil–St. Gallen / St. Gallen–Teufen–Trogen
- Linie 190 Teufen–Speicher
- Linie 230 Trogen–Kaien–Heiden
- Linie 121 Rehetobel–Kaien–Heiden
- Linie 222 Heiden–Rheineck
- Linie 223 Heiden–Walzenhausen
- Linie 224/225 Heiden–St. Margrethen

## Velorouten
Von Teufen bis Heiden verläuft die nationale Alpenpanorama-Route über die Hauptstrasse 463, eine Veloroute (Veloroute Nr. 4), die von St. Margrethen bis nach Aigle in der Westschweiz führt. Vom Passübergang Kaien bis nach Wolfhalden und nochmals zwischen Stein und Hundwil benützt die regionale Veloroute 42 «Appenzeller Route» dieselbe Strasse. Auch in der Berglandschaft wurden neben der Hauptstrasse, die oft steile Hänge traversiert, auf einigen Abschnitten separate Radwege gebaut.

## Motorsport
Auf dem Strassenabschnitt aus dem Rheintal über Lutzenberg nach Walzenhausen wurde von 1910 bis 1954 das damals sehr bekannte «Bergrennen Rheineck-Walzenhausen» ausgetragen.